# Tellef Dahll Schweigaard
Tellef Dahll Schweigaard (Kragerø, 1806. augusztus 7. – Kragerø, 1886. május 27.) német származású norvég politikus. Jørgen Fredrich Schweigaard és Johanne Marie Dahll gyermekeként született, nagyapja Holsteinből költözött Norvégiába. Öccse Anton Martin Schweigaard, aki tíz cikluson át volt parlamenti képviselő. Lányát a politikus Lars Anton Nicolai Larsen-Naur vette feleségül, fián keresztül pedig Elisabeth Schweigaard Selmer dédapja. Bátyján keresztül a későbbi miniszterelnök Christian Homann Schweigaard nagybátyja.